# Lock 32 State Canal Park
Lock 32 State Canal Park ist ein State Park im Gebiet von Rochester, New York.
Der State Park umfasst nur die Umgebung einer Schleuse am Eriekanal und hat eine Fläche von ca. 3 ha. Er liegt im Süden von Rochester, etwa 2 km westlich von Pittsford. Zusammen mit anderen historischen Schleusen ist er in öffentlicher Hand. In nächster Umgebung liegen auch die „Parks“ der Schleußen 33, 62 und 66, die durch verschiedene Träger unterhalten werden:
- Lock 33 Canal Park (⊙)
- Lock 62 and Erie Canal Trail als Teil des Pittsford Town Park (⊙)
- Überreste des Lock 66 bei der Lock 66 Neighborhood

Diese Landmarken sind Teil des Erie Canal Heritage Trail.